# FK Csajka Peszcsanokopszkoje
A Csajka Peszcsanokopszkoje (oroszul: футбольный клуб Чайка Песчанокопское), magyar átírásban: Futbolnij Klub Csajka Peszcsanokopszkoje) egy orosz labdarúgócsapat Peszcsanokopszkoje településen.

## Története
A klub alapítója és elnöke a rosztovi Andrej Csajka. 1998-ban a rosztovi régió bajnokságban kezdték meg az első szezonjukat, majd itt 2015-ben bajnokok lettek. 2016. május 26-án az Orosz labdarúgó-szövetség engedélyt adott a klub számára, hogy induljanak a harmadosztályban.

## Sikerei
- Orosz harmadosztály bajnok: 1 alkalommal (2018–19)
- Orosz negyedosztály bajnok: 1 alkalommal (2014–15)

## Keret

### Jelenlegi keret
2020. február 20-i állapotnak megfelelően.
| #  |     | Poszt | Név                  |
| -- | --- | ----- | -------------------- |
| 1  | RUS | K     | Vlagyimir Doncsik    |
| 2  | RUS | V     | Vlagyiszlav Dubovoj  |
| 5  | RUS | V     | Artyom Vjatkin       |
| 6  | LAT | KP    | Vladimirs Kamešs     |
| 7  | RUS | CS    | Alekszandr Hohlacsov |
| 8  | RUS | KP    | Dmitrij Kartasov     |
| 9  | RUS | CS    | Alekszandr Podbelcev |
| 11 | RUS | KP    | Artyom Korzsunov     |
| 13 | RUS | CS    | Alekszandr Korotajev |
| 14 | RUS | V     | Samil Gaszanov       |
| 16 | RUS | K     | Makszim Kiszeljov    |
| 17 | RUS | KP    | Andrej Pavlenko      |
| 19 | RUS | KP    | Makszim Masnyov      |
| 23 | RUS | KP    | Nyikita Gluskov      |

| #  |     | Poszt | Név                                                                |
| -- | --- | ----- | ------------------------------------------------------------------ |
| 25 | RUS | V     | Andrej Bicskov                                                     |
| 34 | RUS | V     | Gyenyisz Tumaszjan                                                 |
| 35 | RUS | K     | Dmitrij Arapov                                                     |
| 36 | RUS | KP    | Andrej Tyekucsov (kölcsönben a Krasznodar csapatától)              |
| 40 | RUS | V     | Halid Sahtyiev                                                     |
| 50 | RUS | V     | Nyikita Csisztyakov (kölcsönben az Ural Jekatyerinburg csapatától) |
| 52 | RUS | KP    | Igor Leontyev                                                      |
| 55 | RUS | KP    | Vlagyiszlav Kulik                                                  |
| 72 | RUS | V     | Makszim Vasziljev                                                  |
| 87 | RUS | KP    | Igor Bezgyenyezsnih (kölcsönben az Ufa csapatától)                 |
| 88 | RUS | CS    | Ilja Belousz                                                       |
| 91 | RUS | V     | Leo Goglicsidze (kölcsönben a Krasznodar csapatától)               |
|    | RUS | V     | Vagyim Lazarev                                                     |

### Kölcsönben
| # |     | Poszt | Név                                                              |
| - | --- | ----- | ---------------------------------------------------------------- |
|   | RUS | KP    | Gurcijev Batraz (kölcsönben az Alanyija Vlagyikavkaz csapatánál) |